# Chasseneuil-sur-Bonnieure
Chasseneuil-sur-Bonnieure ist eine französische Gemeinde mit 3.103 Einwohnern (Stand: 1. Januar 2022) im Département Charente in der Region Nouvelle-Aquitaine; sie gehört zum Arrondissement Confolens und zum Kanton Charente-Bonnieure. Die Einwohner werden Chasseneuillais(es) genannt.

## Geographie
Die Gemeinde wird von der Bonnieure, einem Zufluss der Charente, durchflossen. Umgeben wird Chasseneuil-sur-Bonnieure von den Nachbargemeinden Lussac im Norden, Suaux im Nordosten, Vitrac-Saint-Vincent im Osten, Saint-Adjutory im Südosten, Taponnat-Fleurignac im Süden, Les Pins im Südwesten, Saint-Mary im Westen sowie Cellefrouin im Nordwesten.
Durch die Gemeinde führen die frühere Route nationale 141 (heutige D941) und die ehemalige Route nationale 151bis.

## Geschichte
In Chasseneuil-sur-Bonnieure bildete sich 1943 die Widerstandsgruppe Maquis de Bir Hacheim unter Führung von Claude Bonnier. Nach dem Gründer ist heute die Straße der Freiheit in Chasseneuil (Route Claude Bonnier - Route de la Liberté) benannt.
| Bevölkerungsentwicklung | Bevölkerungsentwicklung | Bevölkerungsentwicklung | Bevölkerungsentwicklung | Bevölkerungsentwicklung | Bevölkerungsentwicklung | Bevölkerungsentwicklung | Bevölkerungsentwicklung | Bevölkerungsentwicklung | Bevölkerungsentwicklung | Bevölkerungsentwicklung | Bevölkerungsentwicklung |
| ----------------------- | ----------------------- | ----------------------- | ----------------------- | ----------------------- | ----------------------- | ----------------------- | ----------------------- | ----------------------- | ----------------------- | ----------------------- | ----------------------- |
| Jahr                    | 1793                    | 1856                    | 1901                    | 1962                    | 1968                    | 1975                    | 1982                    | 1990                    | 1999                    | 2006                    | 2012                    |
| Einwohner               | 1850                    | 2229                    | 2356                    | 2723                    | 2790                    | 2803                    | 2903                    | 2791                    | 2786                    | 2894                    | 3076                    |

## Sehenswürdigkeiten
- Saturninuskirche (Saint-Saturnin) aus dem 12. Jahrhundert, mit Resten aus dem 15. Jahrhundert, im 19. und 20. Jahrhundert restauriert
- Wohnhaus mit Turm aus dem 16. Jahrhundert
- Konvent Saint-Vincent-de-Paul aus dem Jahr 1850
- vier Waschhäuser
- Mahnmal der Widerstandsbewegung (Mémorial de la Résistance)
- Wald von Chasseneuil

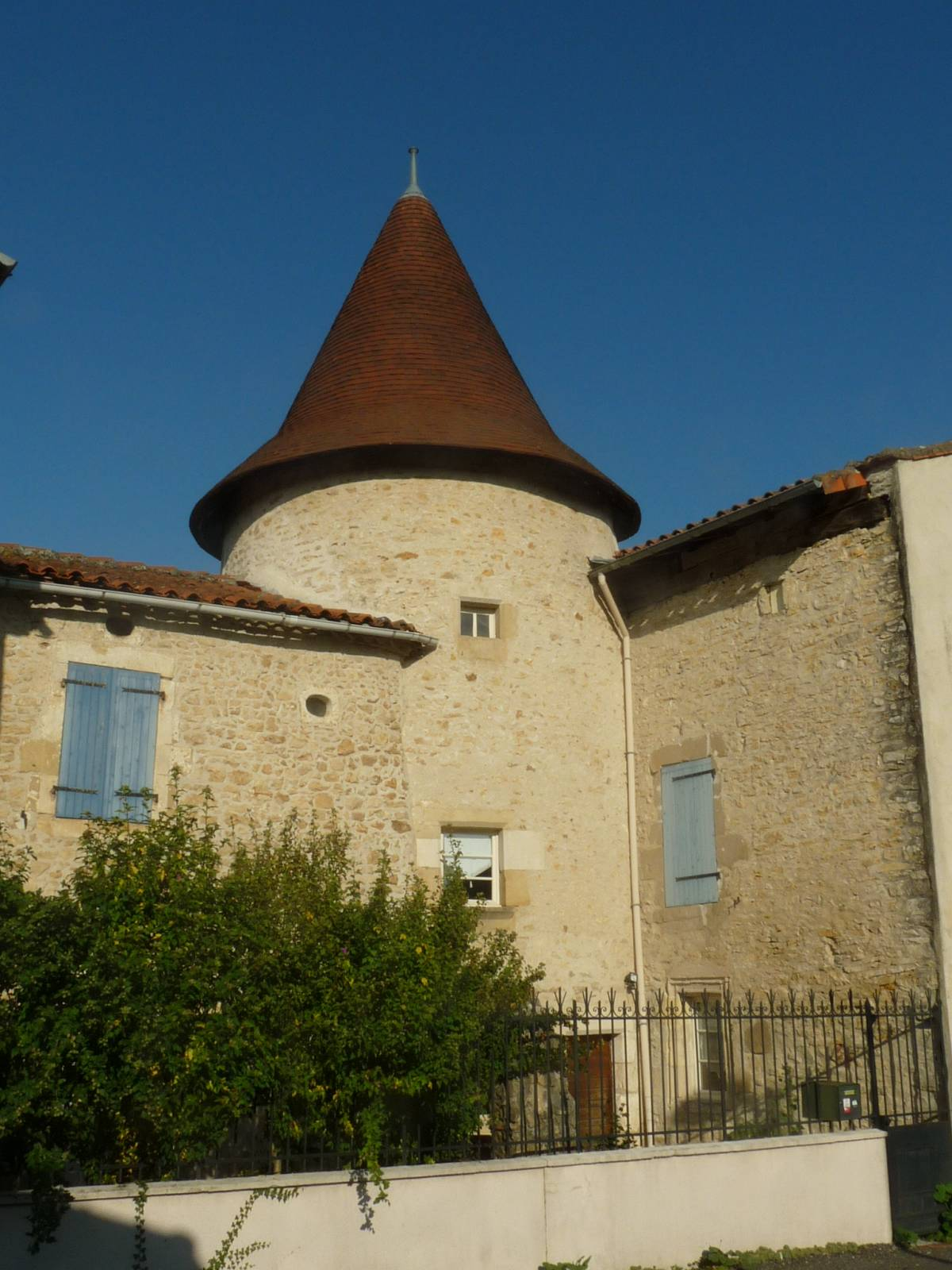
Haus aus dem 16. Jahrhundert
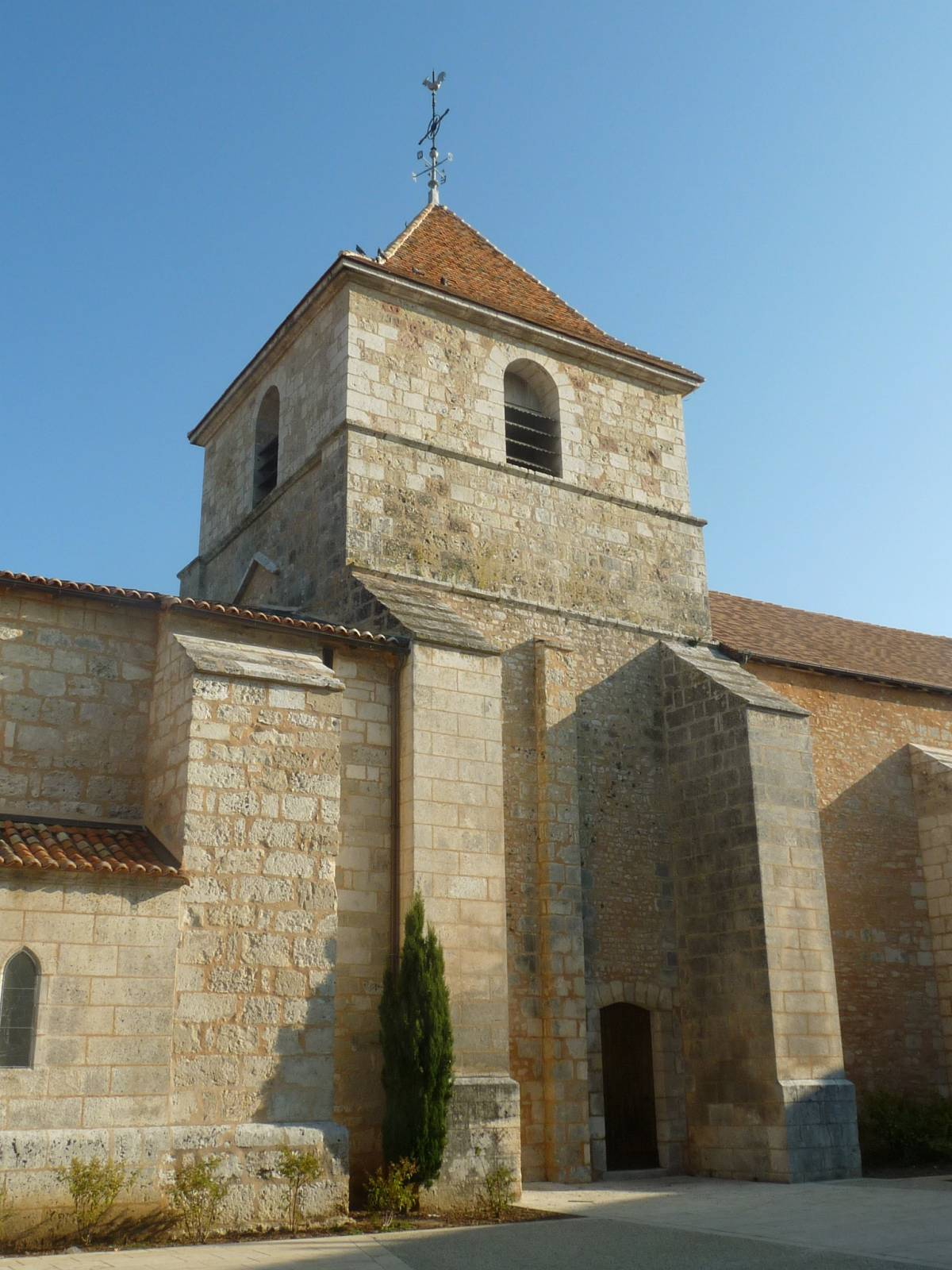
Kirche Saint-Saturnin
Mémorial de la Résistance in Chasseneuil
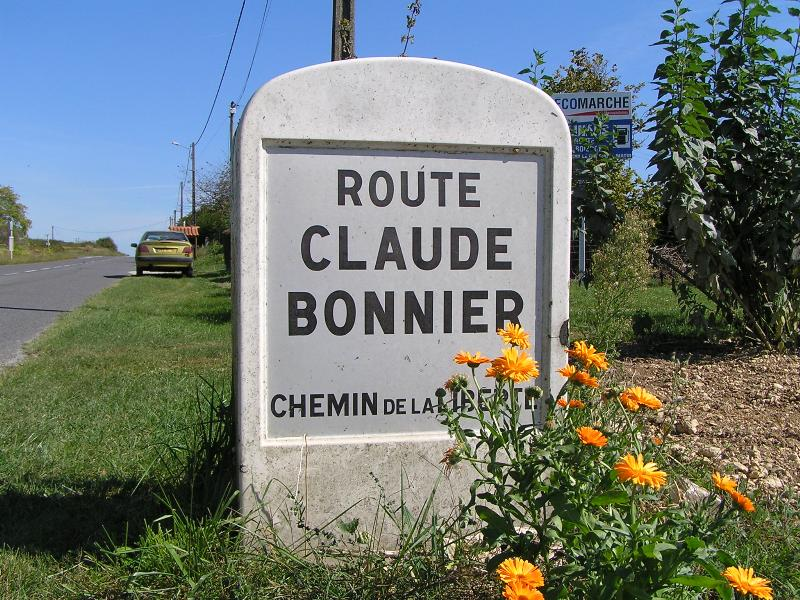
Route de la Liberté

## Persönlichkeiten
- Fernand Legros (1931–1983), Kunsthändler